# Dryopteris subconformis
Dryopteris subconformis är en träjonväxtart som beskrevs av Carl Frederik Albert Christensen. Dryopteris subconformis ingår i släktet Dryopteris och familjen Dryopteridaceae. Inga underarter finns listade.